# Слобозія (Попешть, Арджеш)
Слобозія (рум. Slobozia) — село у повіті Арджеш в Румунії. Входить до складу комуни Попешть.
Село розташоване на відстані 76 км на захід від Бухареста, 51 км на південний схід від Пітешть, 105 км на схід від Крайови, 140 км на південь від Брашова.

## Населення
За даними перепису населення 2002 року у селі проживала 921 особа, усі — румуни. Усі жителі села рідною мовою назвали румунську.